# 제이크 로버츠
 제이크 로버츠  (Aurelian Jake "Smith" Robert , Jr., 1955년 5월 30일 ~ )는 미국의 프로레슬링선수다.
1975년 프로레슬링 입문했으며 항상 등장할 때 자신의 애완용뱀인 '데미안'을 데리고 와서 링 바닥에 풀어놓아 상대선수를 공포에 떨게 만드는 것으로 유명하다. 링 네임은 제이크 "더 스네이크" 로버츠"(Jake "The Snake" Roberts)이다. 2011년 1월 29일 프로레슬링에서 은퇴하고 현재는 트레이너로 활동중이다. 2014년에 WWE 명예의 전당에 헌액되었다.

## 신체 사항
키 198cm
몸무게 113kg(현재 체중 90kg)

## 출연 작품
- 피넛 버터 팔콘 - 샘 역